# Power & Control
Power & Control è un singolo della cantante greco-gallese Marina and the Diamonds pubblicato il 20 luglio 2012 dall'etichetta discografica 679 Artists/Atlantic Records, secondo estratto dall'album Electra Heart.

## Il disco
Il singolo è stato destinato solamente al Regno Unito e all'Irlanda. Il video ufficiale del singolo è stato pubblicato su YouTube il 31 maggio 2012. 
La Diamandis ha collaborato con Steve Angello (membro degli Swedish House Mafia) per la stesura dei testi, mentre Greg Kurstin ha supervisionato la produzione. Il brano electropop e power pop Power & Control narra della lotta per la supremazia nella relazione di coppia di due amanti.
Power & Control ha ricevuto riscontri positivi dai critici, considerata una delle migliori tracce di Electra Heart. Malgrado ciò, il pezzo è arrivato al 193º posto nella UK Singles Chart del Regno Unito, senza riuscire a riscuotere successo negli altri paesi.

## Tracce
Digital download
1. "Power & Control" – 3:46

Digital remix
1. "Power & Control (Krystal Klear Remix)" – 3:55
2. "Power & Control (Michael Woods Remix)" - 6:40
3. "Power & Control (Eliphino Remix)" - 3:30

Digital iTunes remix
1. "Power & Control (Michael Woods Remix)" - 6:40 (dal 10 luglio nel Regno Unito e negli Stati Uniti)

## Classifica
| Classifica (2012) | Posizione massima |
| ----------------- | ----------------- |
| Regno Unito       | 193               |